# Amphicoma bezdekorum
Amphicoma bezdekorum es una especie de coleóptero de la familia Glaphyridae.

## Distribución geográfica
Habita en Laos.